# Домингес, Оскар
О́скар Доми́нгес (исп. Óscar Domínguez; 3 января 1906, Сан-Кристобаль-де-ла-Лагуна — 31 декабря 1957, Париж) — испанский художник и скульптор, один из представителей испанского сюрреализма наряду с Сальвадором Дали и Хоаном Миро.

## Биография
Родился 7 января 1906 года в Сан-Кристобаль-де-ла-Лагуна (Испания). В юности перенёс тяжёлую болезнь, повредившую лицевые кости и конечности. С 1926 года жил в Париже, работая в семейном бизнесе (экспорт во Францию бананов). С 1929 года окончательно обосновался в Париже, где сошёлся с различными авангардистскими группами и сюрреалистами.
В 1931 году написал автопортрет, где изобразил себя с перерезанными венами.
Ранние работы со сказочными и сексуальными мотивами вошли в его первую персональную выставку (май 1933 года, Галерея изящного искусства, Тенерифе). Типичной работой для этой выставки является «Сюрреалистичный пейзаж» (1933, Тенерифе).
В 1934 году присоединился к группе Андре Бретона, в которой продержался вплоть до её распада в 1948 году.
В 1936 году Домингес начал применять метод, названный сюрреалистами «переводные картинки» — декалькоманию (Decalcomania). «Переводные картинки» были включены Бретоном в «Краткий словарь сюрреализма».
В том же 1936 году Домингес приступил к работе над циклом, названным им «декалькоманические автоматические умышленные интерпретации». Основной темой этих работ являлись комбинирование механического функционирования и передача подавленных эротических желаний.
В 1947 году в свет вышла книга стихов Домингеса «Они смотрят друг на друга». Также Домингес является автором многочисленных статей по технике сюрреализма.
Оскар Домингес покончил жизнь самоубийством, перерезав себе вены (31 декабря 1957 года, Париж).